# Giuseppe Giorgino
Giuseppe Giorgino (Lecce, 25 maggio 1925 – Lecce, dicembre 2011) è stato un calciatore italiano, di ruolo attaccante.

## Carriera
Attaccante, esordì in Serie A con la maglia dell'Alessandria il 22 settembre 1946 disputando l'incontro Alessandria-Modena conclusosi con la vittoria della squadra emiliana con il risultato di 3-1.

## Palmarès

### Club

#### Competizioni nazionali
- Serie C: 1

Toma Maglie: 1951-1952
- IV Serie: 1

Lecce: 1956-1957

#### Competizioni regionali
- Promozione: 1

Toma Maglie: 1949-1950